# کیذور
کیذور، روستایی است از توابع بخش مرکزی شهرستان ششتمد استان خراسان رضوی ایران.
مکان های دیدنی:
از مکان های دیدنی روستا میتوان به حسینیه بزرگ و مکان های دیدنی طبیعی مانند دهانه(دَهنَه) ، کوه سرخ(کوهسرخ) ، مظفر آباد (مُظِلْفاوا) ، فضل آباد (فضلاوا)، دو غاری یا دو دهانه (دی قالی) ، باغ نو و...
این روستا مشاهیر خاصی نداشته .

## جمعیت
این روستا در دهستان بیهق قرار داشته و بر اساس سرشماری سال ۱۳۸۵ جمعیت آن ۱٬۲۴۱ نفر (۳۴۸ خانوار) بوده‌است.